# Song Min-kyu (calciatore)
Song Min-kyu (송민규?; Nonsan, 12 settembre 1999) è un calciatore sudcoreano, attaccante dello Jeonbuk Hyundai e della nazionale sudcoreana.

## Caratteristiche tecniche
È un'ala sinistra.

## Carriera

### Club
Cresciuto nel Pohang Steelers, debutta in prima squadra il 2 maggio 2018 in occasione dell'incontro di K League 1 pareggiato 0-0 contro l'Incheon Utd.

### Nazionale
Ha giocato nella nazionale sudcoreana Under-23.
Nel 2021 ha esordito nella nazionale maggiore sudcoreana.

## Statistiche
Statistiche aggiornate al 2 novembre 2022.

### Presenze e reti nei club
| Stagione               | Squadra                | Campionato             | Campionato | Campionato | Coppe nazionali | Coppe nazionali | Coppe nazionali | Coppe continentali | Coppe continentali | Coppe continentali | Altre coppe | Altre coppe | Altre coppe | Totale | Totale | Totale |
| Stagione               | Squadra                | Comp                   | Pres       | Reti       | Comp            | Pres            | Reti            | Comp               | Pres               | Reti               | Comp        | Pres        | Reti        | Pres   | Reti   |        |
| ---------------------- | ---------------------- | ---------------------- | ---------- | ---------- | --------------- | --------------- | --------------- | ------------------ | ------------------ | ------------------ | ----------- | ----------- | ----------- | ------ | ------ | ------ |
| 2018                   | Pohang Steelers        | KL1                    | 2          | 0          | CC              | 1               | 0               | -                  | -                  | -                  | -           | -           | -           | 3      | 0      |        |
| 2019                   | Pohang Steelers        | KL1                    | 27         | 2          | CC              | 0               | 0               | -                  | -                  | -                  | -           | -           | -           | 27     | 2      |        |
| 2020                   | Pohang Steelers        | KL1                    | 27         | 10         | CC              | 4               | 1               | -                  | -                  | -                  | -           | -           | -           | 31     | 11     |        |
| gen.-lug. 2021         | Pohang Steelers        | KL1                    | 16         | 7          | CC              | 1               | 0               | ACL                | 0                  | 0                  | -           | -           | -           | 17     | 7      |        |
| Totale Pohang Steelers | Totale Pohang Steelers | Totale Pohang Steelers | 72         | 19         |                 | 6               | 1               |                    | 0                  | 0                  |             | -           | -           | 78     | 20     |        |
| ago.-dic. 2021         | Jeonbuk Hyundai        | KL1                    | 17         | 3          | CC              | -               | -               | ACL                | 2                  | 0                  | -           | -           | -           | 19     | 3      |        |
| 2022                   | Jeonbuk Hyundai        | KL1                    | 22         | 3          | CC              | 5               | 0               | ACL                | 5                  | 1                  | -           | -           | -           | 32     | 4      |        |
| Totale Jeonbuk Hyundai | Totale Jeonbuk Hyundai | Totale Jeonbuk Hyundai | 39         | 6          |                 | 5               | 0               |                    | 7                  | 1                  |             | -           | -           | 51     | 7      |        |
| Totale carriera        | Totale carriera        | Totale carriera        | 111        | 25         |                 | 11              | 1               |                    | 7                  | 1                  |             | -           | -           | 129    | 27     |        |

### Cronologia presenze e reti in nazionale
| Cronologia completa delle presenze e delle reti in nazionale ― Corea del Sud | Cronologia completa delle presenze e delle reti in nazionale ― Corea del Sud | Cronologia completa delle presenze e delle reti in nazionale ― Corea del Sud | Cronologia completa delle presenze e delle reti in nazionale ― Corea del Sud | Cronologia completa delle presenze e delle reti in nazionale ― Corea del Sud | Cronologia completa delle presenze e delle reti in nazionale ― Corea del Sud | Cronologia completa delle presenze e delle reti in nazionale ― Corea del Sud | Cronologia completa delle presenze e delle reti in nazionale ― Corea del Sud |
| Data                                                                         | Città                                                                        | In casa                                                                      | Risultato                                                                    | Ospiti                                                                       | Competizione                                                                 | Reti                                                                         | Note                                                                         |
| ---------------------------------------------------------------------------- | ---------------------------------------------------------------------------- | ---------------------------------------------------------------------------- | ---------------------------------------------------------------------------- | ---------------------------------------------------------------------------- | ---------------------------------------------------------------------------- | ---------------------------------------------------------------------------- | ---------------------------------------------------------------------------- |
| 9-6-2021                                                                     | Goyang                                                                       | Corea del Sud                                                                | 5 – 0                                                                        | Sri Lanka                                                                    | Qual. Mondiali 2022                                                          | -                                                                            |                                                                              |
| 12-6-2021                                                                    | Goyang                                                                       | Corea del Sud                                                                | 2 – 1                                                                        | Libano                                                                       | Qual. Mondiali 2022                                                          | -                                                                            | 83’                                                                          |
| 2-9-2021                                                                     | Seul                                                                         | Corea del Sud                                                                | 0 – 0                                                                        | Iraq                                                                         | Qual. Mondiali 2022                                                          | -                                                                            | 58’                                                                          |
| 7-9-2021                                                                     | Suwon                                                                        | Corea del Sud                                                                | 1 – 0                                                                        | Libano                                                                       | Qual. Mondiali 2022                                                          | -                                                                            | 58’                                                                          |
| 7-10-2021                                                                    | Seul                                                                         | Corea del Sud                                                                | 2 – 1                                                                        | Siria                                                                        | Qual. Mondiali 2022                                                          | -                                                                            | 56’                                                                          |
| 11-11-2021                                                                   | Goyang                                                                       | Corea del Sud                                                                | 1 – 0                                                                        | Emirati Arabi Uniti                                                          | Qual. Mondiali 2022                                                          | -                                                                            | 76’                                                                          |
| 16-11-2021                                                                   | Doha                                                                         | Iraq                                                                         | 0 – 3                                                                        | Corea del Sud                                                                | Qual. Mondiali 2022                                                          | -                                                                            | 82’                                                                          |
| 15-1-2022                                                                    | Aksu                                                                         | Islanda                                                                      | 1 – 5                                                                        | Corea del Sud                                                                | Amichevole                                                                   | -                                                                            | 75’                                                                          |
| 21-1-2022                                                                    | Boztepe                                                                      | Moldavia                                                                     | 0 – 4                                                                        | Corea del Sud                                                                | Amichevole                                                                   | -                                                                            |                                                                              |
| 20-7-2022                                                                    | Toyota                                                                       | Cina                                                                         | 0 – 3                                                                        | Corea del Sud                                                                | Coppa dell'Asia Orientale 2022                                               | -                                                                            | 66’                                                                          |
| 24-7-2022                                                                    | Toyota                                                                       | Corea del Sud                                                                | 3 – 0                                                                        | Hong Kong                                                                    | Coppa dell'Asia Orientale 2022                                               | -                                                                            |                                                                              |
| 27-7-2022                                                                    | Toyota                                                                       | Giappone                                                                     | 3 – 0                                                                        | Corea del Sud                                                                | Coppa dell'Asia Orientale 2022                                               | -                                                                            | 56’                                                                          |
| 11-11-2022                                                                   | Hwaseong                                                                     | Corea del Sud                                                                | 1 – 0                                                                        | Islanda                                                                      | Amichevole                                                                   | 1                                                                            |                                                                              |
| 26-3-2024                                                                    | Bangkok                                                                      | Thailandia                                                                   | 0 – 3                                                                        | Corea del Sud                                                                | Qual. Mondiali 2026                                                          | -                                                                            | 74’                                                                          |
| Totale                                                                       |                                                                              | Presenze                                                                     | 14                                                                           |                                                                              | Reti                                                                         | 1                                                                            |                                                                              |

## Palmarès

### Club
- K League 1: 1

Jeonbuk Hyundai: 2021
- Coppa di Corea del Sud: 1

Jeonbuk Hyundai: 2022

### Nazionale
- Giochi asiatici: 1

2022